# Life for Rent
Life for Rent је други студијски албум британске певачице Дајдо. Први сингл била је песма  која је постала велики светски хит. У споту за ову песму појављује се звезда серија Бафи, убица вампира, Ејнџел и Кости Дејвид Боренејз. Песма Stoned постала је клупски хит у Америци. Са албума су објављена још 3 успешна сингла: , Don't Leave Home и Sand In My Shoes.
Албум се на британској топ-листи задржао 52 недеље. Ово је најбрже продавани албум женског извођача у тој земљи јер је за недељу дана продато преко 400.000 копија. Life for Rent је Дајдо донео велики број награда. До данас албум је продат у преко 10 милиона примерака.

## Списак песама
1. (Дајдо Армстронг, Роло Армстронг, Рик Ноелс) – 4:01
2. Stoned (Дајдо Армстронг, Роло Армстронг, Лестер Мендез) – 5:55
3. (Дајдо Армстронг, Роло Армстронг) – 3:41
4. (Дајдо Армстронг, Роло Армстронг) – 3:42
5. (Дајдо Армстронг, Роло Армстронг, Обри Нан) – 5:20
6. Don't Leave Home (Дајдо Армстронг, Роло Армстронг) – 3:46
7. (Дајдо Армстронг, Роло Армстронг, Џон Харисон) – 4:21
8. Sand in My Shoes (Дајдо Армстронг, Рик Ноелс) – 5:00
9. (Дајдо Армстронг, Марк Бејтс, Рик Ноелс) – 3:55
10. (Дајдо Армстронг, Роло Армстронг, Рик Ноелс) – 3:46
11. (Дајдо Армстронг) – 10:36
  -  траје 5:04, затим следи тишина у трајању од 2:01, а онда почиње скривена песма Closer - 3:29

## Продаја
| Држава               | Највиша позиција на листи | Сертификација | Продаја    |
| -------------------- | ------------------------- | ------------- | ---------- |
| Аргентина            | 1                         | Платинаст     | 40.000+    |
| Аустралија           | 1                         | 6x Платинаст  | 420.000    |
| Аустрија             | 2                         | Платинаст     | 30.000     |
| Белгија              | 1                         | 2x Платинаст  | 100.000    |
| Бразил               | 1                         | Златни        | 50.000     |
| Канада               | 2                         | 3x Платинаст  | 300.000    |
| Данска               | 1                         | Платинаст     | 30.000     |
| Финска               | 3                         | Златни        | 18 000     |
| Француска            | 1                         | 2x Платинаст  | 645 000    |
| Немачка              | 1                         | 4x Платианст  | 900.000+   |
| Мексико              | 1                         | Златни        | 50.000     |
| Холандија            | 1                         | Платинаст     | 80.000+    |
| Нови Зеланд          | 1                         | 4x Платинаст  | 60.000     |
| Норвешка             | 2                         | 2x Платинаст  | 80.000     |
| Русија               | 1                         |               |            |
| Шведска              | 1                         | Платинаст     | 60.000     |
| Швајцарска           | 1                         | 3x Платинаст  | 120.000+   |
| Уједињено Краљевство | 1                         | 7x Платианст  | 2 800.000+ |
| САД                  | 4                         | 2x Платинаст  | 2 100.000  |